# Agencja Konsularna Rzeczypospolitej Polskiej w Smoleńsku
Agencja Konsularna Rzeczypospolitej Polskiej w Smoleńsku (ros. Консульское Агентство Республики Польша в Смоленске) – polska misja konsularna istniejąca w latach 2011–2023 w Smoleńsku w Federacji Rosyjskiej.

## Zakres działania
Okręg konsularny Konsulatu Generalnego RP w Smoleńsku obejmuje obwód smoleński oraz miasto Smoleńsk.
Agencja Konsularna opiekuje się dwoma miejscami pamięci narodowej znajdującymi się w okręgu konsularnym: Kompleksem Cmentarnym w Katyniu i miejscem katastrofy samolotu TU-154 z 10 kwietnia 2010.
14 lipca 2023 Rosja poinformowała o cofnięciu zgody na funkcjonowanie Agencji. Ministerstwo Spraw Zagranicznych RP zapowiedziało w związku z tym likwidację urzędu z 31 sierpnia 2023.

## Kierownicy
- 2012–2016 – Michał Greczyło[11][12]
- 16 września 2016–2019 – Joanna Strzelczyk
- 1 sierpnia 2019 – listopad 2021 – Andrzej Chodkiewicz
- listopada 2021 – 2022 – Małgorzata Kasperkiewicz